# Erebegraafplaats Kanchanaburi

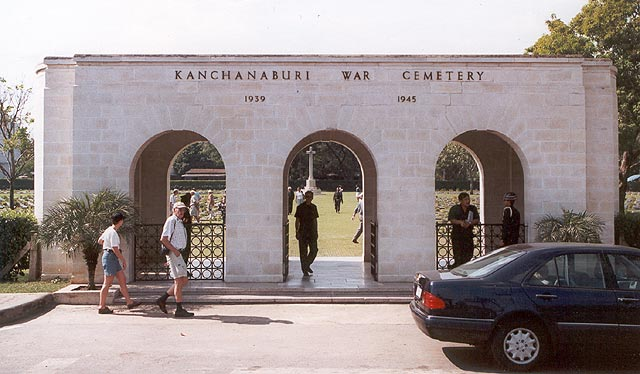
Ingang van erebegraafplaats Kanchanaburi

Erebegraafplaats Kanchanaburi (Don Rak) is een van de drie rustplaatsen voor de slachtoffers van de Dodenspoorlijn. Hier liggen de stoffelijke resten van 6.982 Australische, Britse en Nederlandse krijgsgevangenen. De begraafplaats is door de Nederlandse overheid erkend als officieel Nederlands ereveld.
Het ereveld ligt in de Thaise stad Kanchanaburi, ongeveer 129 kilometer ten westen van de hoofdstad Bangkok. Het eerste dat bezoekers zien als ze het ereveld betreden, is een groot marmeren kruis ter nagedachtenis aan de slachtoffers. Het is niet bekend hoeveel Nederlandse slachtoffers hier precies liggen; veel graven zijn anoniem.